# 土耳其唢呐

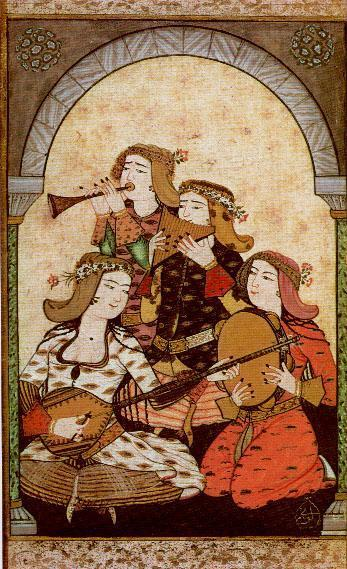
奥斯曼帝国细密画中的土耳其唢呐演奏（左上）

土耳其唢呐是流行于土耳其和前奥斯曼帝国属地（外高加索、巴尔干等）的一种双簧管乐器，与波斯唢呐、中国唢呐、印度唢呐类似。